# Finnország sportélete
Finnországban a sport jelentős szerepet és figyelmet kap. Az ország éghajlatának köszönhetően a finnek a téli sportokat részesítik előnyben és minden téli sportágban képviseltetik magukat.Egy finn mondás is ezt bizonyítja, miszerint minden finn gyermek síléccel a talpán jön a világra. Mára ez a mondás annyiban módosult, hogy síléc helyett korcsolyát mondanak, ezzel jelezvén hogy ez a sportág jelenleg sokkal nagyobb népszerűséget élvez a finnek körében, mint pl. a síelés.
Legismertebb sportolóik között van Virpi Kuitunen, sífutónő (kétszeres Világ Kupa győztes;Tour de Ski sorozat győztese) illetve a már visszavonult Janne Ahonen, síugró(kétszeres világbajnok 1997/2005; kétszeres olimpiai ezüstérmes 2002/2005; Világ Kupa győztes 2004/2005).
Emellett érdemes megjegyezni, hogy a finn síugrócsapat három alkalommal is elnyerte a világbajnoki címet (1995, 1997, 2003). Finnországban közkedvelt sportnak számítanak a jeges sportok, főleg a mű-és szinkronkorcsolya és a jégkorong. Műkorcsolyában a legismertebbnek Kiira Korpi (finn bajnok 2008/2009; finn kupagyőztes 2006/2007) számít.

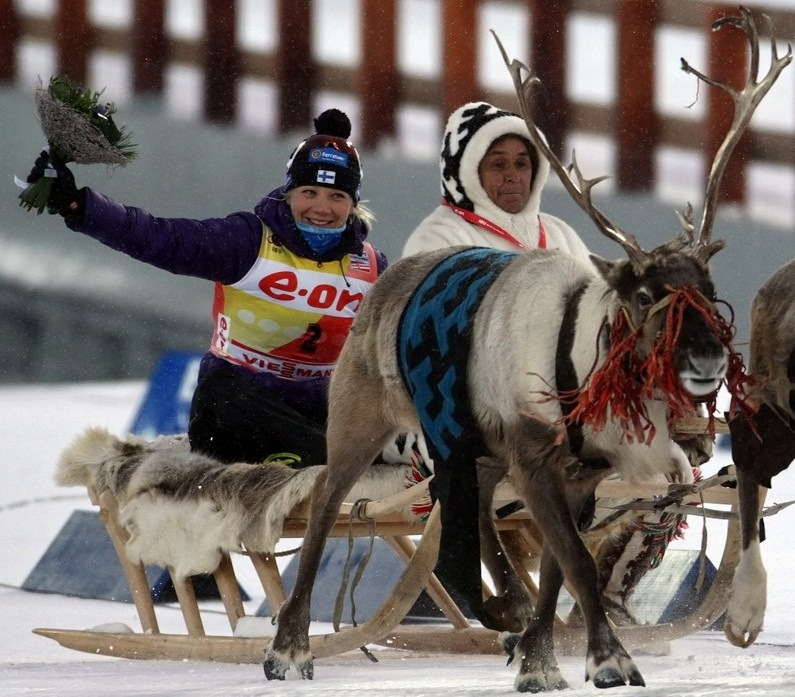
Kaisa Mäkäräinen biatlonista, miután megnyerte a 2011-es világbajnokságot

A szinkronkorcsolya területén a női csapat egyre jobban helyezéseket szerez. Finnországban a legkedveltebb nemzeti a sport a jégkorong. Jelenleg a finn élvonalban (SM-Liiga) 14 profi csapat szerepel, a válogatott pedig világviszonylatban is az elsők között van (olimpiai ezüstérmes). Legismertebb játékosok: Hannes Hyvönen, Janne Pesonen, Ville Leino.
Finnország azonban nemcsak a téli sportokban jeleskedik, hanem egyéb sportágakban is. Atlétikában a leghíresebb Paavo Nurmi futó volt, napjainkban a legismertebb nehézatléta Tero Pitkämäki gerelyhajító világbajnok. Úszásban a nők között Hanna-Maria Seppälä (világbajnok 2003-ban 200m vegyesen) a legsikeresebb, míg a férfiak között Jani Sievinen("Úszó Finnország Úr"). Teniszben jó eredményeket ért el Jarkko Nieminen.
A legtöbb finn világbajnoki cím az autósportnak köszönhető. Számos finn képviselteti magát valamelyik kategóriában. Rally területén Marcus Grönholm (kétszeres világbajnok 2000/2002), Ari Vatanen, Tommi Mäkinen, Juha Kankkunen mind többszörös világbajnokok. A Forma 1-ben világbajnoki címet szerzett Mika Häkkinen (1998/1999) és Keke Rosberg (1982) is. A mezőnyben jelenleg két finn pilóta is versenyez, Kimi Räikkönen (világbajnok 2007) a Ferrari istálló színeiben és Heikki Kovalainen a McLaren Mercedes színeiben (világbajnoki 7.).
Finnország napjainkban szinte minden sportágban képviselteti magát és szép eredményeket ér el. A 2008-as Pekingi Olimpiai Játékokon Finnország egy arany, egy ezüst, és két bronzérmet hozott haza, ezzel összesítésben a 44. helyen zárta az éremtáblázatot.